# Pityriasis rubra pilaire
 (juin 2018).
Si vous disposez d'ouvrages ou d'articles de référence ou si vous connaissez des sites web de qualité traitant du thème abordé ici, merci de compléter l'article en donnant les références utiles à sa vérifiabilité et en les liant à la section « Notes et références ».

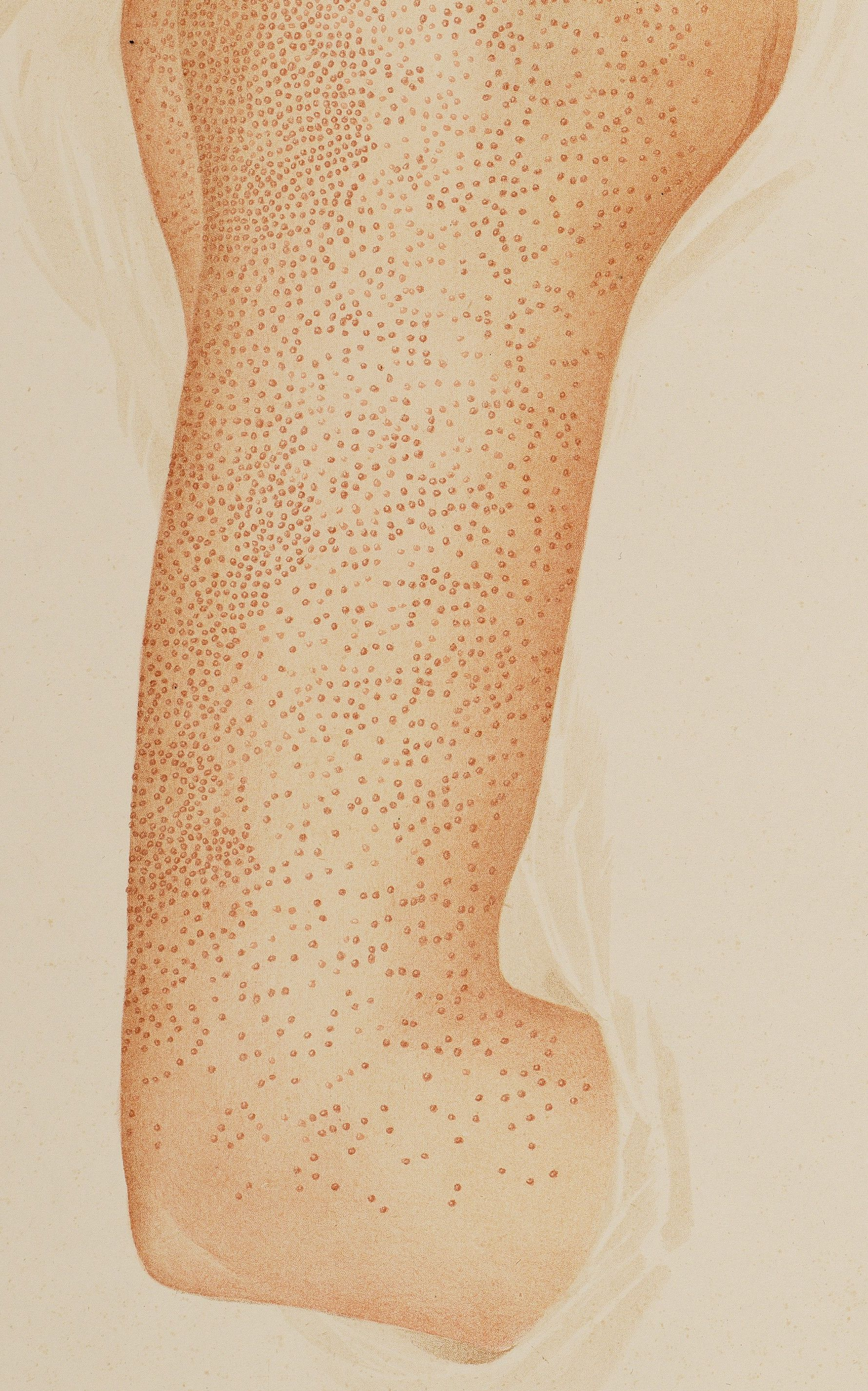
Pityriasis rubra pilaire

Le pityriasis rubra pilaire, dit PRP, également connu sous le nom de maladie de Devergie, est une dermatose érythémato-squameuse rare.